# Коломно (Печорський район)
Коломно (рос. Коломно) — присілок в Печорському районі Псковської області Російської Федерації.
Населення становить 22 особи. Входить до складу муніципального утворення Новоізборська волость.

## Історія
Від 2015 року входить до складу муніципального утворення Новоізборська волость.

## Населення
| 2001 | 2002 | 2010 |
| ---- | ---- | ---- |
| 37   | ↘24  | ↘22  |